# Nowodziel
Nowodziel – wieś w Polsce, położona w województwie podlaskim, w powiecie sokólskim, w gminie Kuźnica.
Część wsi  po II wojnie światowej pozostała po białoruskiej stronie granicy – Nowodziel (biał. Навадзель, ros. Новодель) .
| SIMC    | Nazwa    | Rodzaj  |
| ------- | -------- | ------- |
| 0033413 | Szalciny | kolonia |

W latach 1975–1998 miejscowość administracyjnie należała do województwa białostockiego.
Wierni kościoła rzymskokatolickiego należą do parafii Opatrzności Bożej w Kuźnicy Białostockiej.